# Jornal Nacional (TVI)
Jornal Nacional é um telejornal da TVI, sendo o principal programa informativo diário da emissora. 
Originalmente, esteve no ar por dois momentos, entre 1995 e 1997, entre 4 de setembro de 2000 e 5 de maio de 2011, aquando a renovação gráfica e de programação da TVI, substituindo o Directo XXI, e teve apresentação por exemplo de Manuela Moura Guedes e Pedro Pinto.
Entre 2008 e 2009, o Jornal Nacional passou a ter uma emissão especial à 6ª feira chamado Jornal Nacional - 6ª Feira, apresentado por Manuela Moura Guedes.
A 6 de maio de 2011, foi substituído pelo Jornal das 8.
Em fevereiro de 2023, o Jornal das 8 é extinto e dá lugar ao regressado e renovado Jornal Nacional. A estreia foi marcada para dia 20 de fevereiro de 2023 (dia do 30° aniversário da TVI). Nesta versão de 2023, os apresentadores são José Alberto Carvalho, Sara Pinto, Pedro Benevides e Sandra Felgueiras.
A partir de setembro de 2023, com a passagem de Sara Pinto para o TVI Jornal, os apresentadores do Jornal Nacional passam a ser José Alberto Carvalho, Sandra Felgueiras, Pedro Benevides e Andreia Vale.

## Apresentadores
| Anos            | Apresentador          | Dias                       |
| --------------- | --------------------- | -------------------------- |
| 2000-2005       | Manuela Moura Guedes  | Todos os dias              |
| 2000-2011       | José Carlos Castro    | Todos os dias              |
| 2000-2002       | Henrique Garcia       | Todos os dias              |
| 2000-2011       | Pedro Pinto           | Todos os dias              |
| 2000-2008       | Ana Sofia Vinhas      | Todos os dias              |
| 2006-2008       | Pedro Bello Moraes    | Todos os dias              |
| 2006-2008       | Lurdes Baeta          | Todos os dias              |
| 2000-2002       | João Maia Abreu       | Fim-de-semana              |
| 2000-2011       | Júlio Magalhães       | Fim-de-semana              |
| 2023 - presente | José Alberto Carvalho | 2ª a 5ª/ 6ª feira          |
| 2023 - presente | Sandra Felgueiras     | 2ª a 5ª/ 6ª feira          |
| 2023            | Sara Pinto            | Todos os dias              |
| 2023 - presente | Pedro Benevides       | 6ª feira/ sábado e domingo |
| 2023 - presente | Andreia Vale          | 6ª feira/ sábado e domingo |

## Comentadores

### Antigos comentadores
- Marcelo Rebelo de Sousa (2000-2004; 2010-2015)

- Vasco Pulido Valente

- Constança Cunha e Sá

### Atuais comentadores
- Paulo Portas - Rubrica Global
- Miguel Sousa Tavares - Rubrica 5ª. Coluna
- Mário Crespo

## Jornal Nacional - 6ª Feira
Jornal Nacional - 6.ª Feira foi um programa de informação transmitido pela TVI das 20h às 21h30, tendo constituindo uns dos principais blocos informativos da televisão portuguesa.

### História
Manuela Moura Guedes afirmou numa entrevista a 2 de Abril de 2007 ao Correio da Manhã que estaria de volta para apresentar um espaço noticiário "diferente" com um formato mais alargado, alegando que não mudaria o seu estilo de apresentação mesmo "que a idade seja outra". Manuela, que é a mulher do director da estação, José Eduardo Moniz, estava afastada do formato desde 16 de Dezembro de 2005, trabalhando apenas nos bastidores da informação. O regresso da jornalista tinha sido marcado para finais do ano de 2007, mas foi sucessivamente atrasado.
A sua primeira emissão foi a 9 de Maio de 2008, registando 12.6% de audiência média e 34.4% de share, tendo sido visto por um total de 3.463.800 espectadores. Contou com várias rubricas inéditas e comentários de Vasco Pulido Valente.

### Suspensão
O programa foi suspenso a 28 de Agosto de 2009 pela administração do Grupo PRISA que revelou o comunicado oficialmente a 3 de Setembro do mesmo ano, o que levou a que Manuela Moura Guedes apresentasse a sua demissão da Direcção de Informação, continuando como funcionária da estação até 2011.